# Mieselbach
Mieselbach ist ein ehemaliger Ortschaftsbestandteil in der Gemeinde Furth an der Triesting, Niederösterreich.
Mieselbach befand sich westlich des Steinwandgrabens, nördlich der Steinwandklamm, und war Teil der Ortschaft Steinwandgraben. Im Jahr 1455 wird ein Gehöft erwähnt und 1830 zählte man 3 Gehöfte mit zusammen 11 Bewohnern. Der Ortsname bezieht sich auf den dort fließenden Mieselbach (auch Miesslbach).